# MTV Unplugged (Bob Dylan)
MTV Unplugged är ett album av Bob Dylan, utgivet i maj 1995. Det spelades in live 17 november 1994 i Sony Music Studios i New York för tv-programmet MTV Unplugged och består av akustiska arrangemang av framförallt låtar från Dylans tidiga karriär.
Albumet nådde 23:e plats på albumlistan i USA, och 10:e plats i Storbritannien.

## Låtlista
Låtarna skrivna av Bob Dylan.
1. "Tombstone Blues" - 4:54
2. "Shooting Star" - 4:06
3. "All Along the Watchtower" - 3:36
4. "The Times They Are a-Changin'"- 5:48
5. "John Brown" - 5:26
6. "Desolation Row" - 8:17
7. "Rainy Day Women No. 12 & 35" - 3:29
8. "Love Minus Zero/No Limit" - 5:22
9. "Dignity" - 6:29
10. "Knockin' on Heaven's Door" - 5:36
11. "Like a Rolling Stone" - 9:09
12. "With God on Our Side" - 7:07

## Medverkande
- Bob Dylan - gitarr, sång
- Bucky Baxter - dobro, pedal steel guitarr, steel guitar
- Tony Garnier - bas
- John Jackson - gitarr
- Brendan O'Brien - hammondorgel
- Winston Watson - trummor